# Bol'šaja Sludka
Bol'šaja Sludka (in lingua russa Большая Слудка) è una città situata in Russia, nell'Oblast' di Arcangelo, più precisamente nel Krasnoborskij rajon.